# Гималайская кабарга
Гималайская кабарга (лат. Moschus leucogaster) — парнокопытное млекопитающее из семейства кабарговых.
Ранее считалась гималайским подвидом рыжебрюхой кабарги, от которой отличается пропорциями черепа, на основании чего в 1987 году была выделена в отдельный вид.
Распространена в Гималаях на территории Бутана, северной Индии (включая Сикким) и Непала, а также иногда заходит в юго-западный Китай. Обитает на пустынных, покрытых кустарником высокогорных плато на высоте от 2 500 м над у. м. Населяет луга, каменистые пустыни и пихтовые леса. Питается главным образом травой, листьями, побегами и веточками кустов, мхом, лишайниками. Обычно ведёт одиночный сумеречный образ жизни.
За последние 20 лет численность гималайской кабарги в природе снизилась более чем на 50 % из-за чрезмерной браконьерской охоты на неё ради мяса, которое в некоторых регионах считается деликатесом, и мускусной железы, из которой выделяют мускус, очень популярный в восточной медицине из-за приписываемых ему фармацевтических и косметических свойств. Как редкий исчезающий вид занесена в Красный список МСОП и Приложение II CITES в Китае и Приложение I во всех остальных странах. Обитает на нескольких охраняемых территориях.